# Ministerstwo Gospodarki i Innowacji Republiki Litewskiej

Ministerstwo Gospodarki i Innowacji Litwy (lit. Lietuvos Respublikos ekonomikos ir inovacijų ministerija) – litewskie ministerstwo obsługujące ministra właściwego do spraw działów administracji rządowej gospodarka, innowacja, eksport, przedsiębiorstwa państwowe, wsparcie ze strony Unii Europejskiej dla przedsiębiorstw, zamówienia publiczne, inwestycje, polityka cyfrowa i turystyka.

## Lista ministrów
- 2008–2011: Dainius Kreivys[2],
- 2011–2012: Rimantas Žylius[3],
- 2012–2013: Birutė Vėsaitė[4],
- 2013–2017: Evaldas Gustas[5][6],
- 2017–2019: Virginijus Sinkevičius[6][7],
- 2019-2020: Žygimantas Vaičiūnas (p.o.),
- 2020: Rimantas Sinkevičius,
- od 2020: Aušrinė Armonaitė